# Bryopolia centralasiae
Bryopolia centralasiae är en fjärilsart som beskrevs av Otto Staudinger 1882. Bryopolia centralasiae ingår i släktet Bryopolia och familjen nattflyn. Inga underarter finns listade i Catalogue of Life.